# Numération forestière
 (octobre 2017).
Si vous disposez d'ouvrages ou d'articles de référence ou si vous connaissez des sites web de qualité traitant du thème abordé ici, merci de compléter l'article en donnant les références utiles à sa vérifiabilité et en les liant à la section « Notes et références ».
La numération forestière est un système de numération utilisé par les forestiers pour marquer les arbres, sur pied ou abattus. Le but est de les numéroter en vue de les identifier avant de les vendre ou de les distribuer par affouage. Ces numéros sont lus par les bucherons, par les acheteurs ou par les bénéficiaires d'affouage et permettent de reconnaître l'arbre concerné.
Les numéros étant tracés à l'aide d'une griffe de bucheron, il est malaisé de tracer des courbes.
Ce système de numération utilise donc exclusivement des segments de lignes droites.

## Description
Avant toute chose, on trace une ligne verticale de référence, sans valeur numérique.
- Une ou plusieurs croix de saint André placées verticalement au-dessus de la ligne de référence indiquent le nombre de centaines, s'il y a lieu.
- Un trait oblique traversant la ligne verticale de part en part indique une dizaine.
- Un trait oblique placé à droite de la verticale et touchant celle-ci à une valeur 5.
- Un trait oblique placé à droite sous la ligne de référence et sans contact avec celle-ci vaut une unité.

Les obliques sont tracées indifféremment en sens montant ou descendant, mais sont toujours parallèles.

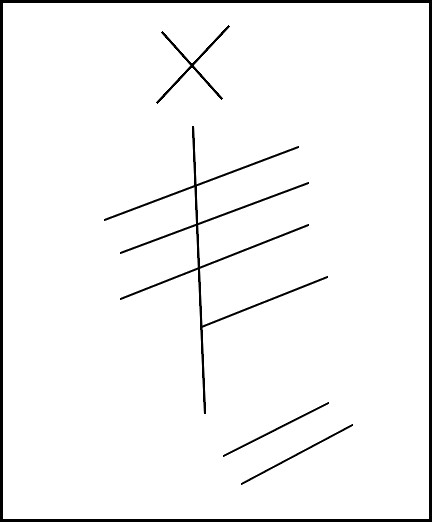
137 en numération forestière.